# 南牟婁郡
南牟婁郡（日语：／ Minamimuro gun */?）為位於日本三重縣南部的郡。
現轄有以下2町：
- 紀寶町
- 御濱町

在1879年實施郡區町村編制法時的轄區還包括現在的熊野市全部地區及尾鷲市的南半部地區。

## 歷史
在實施令制國之前屬於熊野國，令制國時代後才全數屬於紀伊國，並劃入牟婁郡。
江戶時代後成為紀州藩紀州德川家及其御付家老水野氏紀伊新宮藩的領地；19世紀末明治維新實施廢藩置縣後這些區域改隸屬和歌山縣和新宮縣，1872年的第一次府縣整併後，將原屬牟婁郡位於熊野川已被的區域劃入度會縣，1876年第二次府縣整併後再被併入三重縣。
1879年實施郡區町村編製法時，正式從牟婁郡分出設置近代的行政區劃「南牟婁郡」，並在木本浦（位於現在的熊野市）設置郡役所。

### 沿革

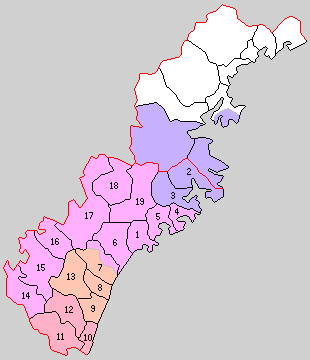
1889年南牟婁郡轄下的行政區劃：
1.木本町、2.北輪內村、3.南輪內村、4.荒坂村、5.新鹿村、6.有井村、7.神志山村、8.市木村、9.阿田和村、10.宇和野村、11.御船村、12.相野谷村、13.尾呂志村、14.上川村、15.入鹿村、16.西山村、17.神川村、18.五鄉村、19.飛鳥村
（紫色：現屬尾鷲市、桃色：現屬熊野市、橙色：現屬御濱町、紅色：現屬紀寶町）

- 1889年4月1日：實施町村制，南牟婁郡下設：木本町（日语：木本町）、北輪內村（日语：北輪内村）、南輪內村（日语：南輪内村）、荒坂村（日语：荒坂村）、新鹿村（日语：新鹿村）、有井村（日语：有井村）、神志山村（日语：神志山村）、市木村（日语：市木村 (三重県)）、阿田和村（日语：阿田和町）、宇和野村（日语：宇和野村）、御船村（日语：御船村）、相野谷村（日语：相野谷村）、尾呂志村（日语：尾呂志村）、上川村（日语：上川村 (三重県)）、入鹿村（日语：入鹿村）、西山村（日语：西山村 (三重県)）、神川村（日语：神川村 (三重県)）、五鄉村（日语：五郷町）、飛鳥村（日语：飛鳥村 (三重県)）。（1町18村）
- 1894年2月13日：宇和野村被分割為鵜殿村（日语：鵜殿村）和井田村（日语：井田村 (三重県)）。（1町19村）
- 1897年5月31日：木本町的古泊地區和大泊地區分出設立為泊村（日语：泊村 (三重県)）。（1町20村）
- 1897年9月1日：實施郡制（日语：郡制）。
- 1923年4月1日：廢除郡會和郡參事會。
- 1926年7月1日：廢除郡役所，此後郡不再作為行政區劃，只作為地名的表示。
- 1933年10月1日：阿田和村改制為阿田和町（日语：阿田和町）。（2町19村）
- 1954年6月20日：北輪內村、南輪內村和北牟婁郡尾鷲町（日语：尾鷲町）、須賀利村（日语：須賀利町）、九鬼村（日语：九鬼村）合併為尾鷲市，並脫離南牟婁郡。（2町17村）
- 1954年10月31日：井田村、御船村、相野谷村合併為紀寶町。（3町14村）
- 1954年11月3日：木本町、荒坂村、新鹿村、泊村、有井村、神川村、五鄉村、飛鳥村合併為熊野市[2]，並脫離南牟婁郡。（2町7村）
- 1955年3月1日：上川村、入鹿村、西山村合併為紀和町（日语：紀和町）。[3]（3町4村）
- 1956年9月30日：市木村和尾呂志村合併為市木尾呂志村（日语：市木尾呂志村）。（3町3村）
- 1957年10月20日：神志山村的久生屋地區和金山地區被併入熊野市。[2]
- 1958年9月1日：阿田和町、神志山村、市木尾呂志村合併為御濱町。（3町1村）
- 2005年11月1日：紀和町和熊野市合併為新設立的熊野市。（2町1村）
- 2006年1月10日：紀寶町和鵜殿村合併為新設立的紀寶町。[4]（2町）

### 變遷表
| 1889年4月1日 | 1889年 - 1912年           | 1912年 - 1944年              | 1945年 - 1954年              | 1955年 - 1989年                  | 1955年 - 1989年             | 1989年 - 現在               | 現在                        |
| ------------ | ------------------------- | ---------------------------- | ---------------------------- | -------------------------------- | --------------------------- | --------------------------- | --------------------------- |
| 引本村       | 1899年2月2日 改制為引本町 | 1899年2月2日 改制為引本町    | 1954年8月1日 合併為海山町    | 1954年8月1日 合併為海山町        | 1954年8月1日 合併為海山町   | 2005年10月11日 合併為紀北町 | 2005年10月11日 合併為紀北町 |
| 引本村       | 1897年5月31日 桂城村      |                              | 1954年8月1日 合併為海山町    | 1954年8月1日 合併為海山町        | 1954年8月1日 合併為海山町   | 2005年10月11日 合併為紀北町 | 2005年10月11日 合併為紀北町 |
| 引本村       | 1897年5月31日 須賀利村    | 1897年5月31日 須賀利村       | 1954年6月20日 合併為尾鷲市   | 1954年6月20日 合併為尾鷲市       | 1954年6月20日 合併為尾鷲市  | 1954年6月20日 合併為尾鷲市  | 1954年6月20日 合併為尾鷲市  |
| 尾鷲町       |                           |                              | 1954年6月20日 合併為尾鷲市   | 1954年6月20日 合併為尾鷲市       | 1954年6月20日 合併為尾鷲市  | 1954年6月20日 合併為尾鷲市  | 1954年6月20日 合併為尾鷲市  |
| 九鬼村       |                           |                              | 1954年6月20日 合併為尾鷲市   | 1954年6月20日 合併為尾鷲市       | 1954年6月20日 合併為尾鷲市  | 1954年6月20日 合併為尾鷲市  | 1954年6月20日 合併為尾鷲市  |
| 北輪內村     |                           |                              | 1954年6月20日 合併為尾鷲市   | 1954年6月20日 合併為尾鷲市       | 1954年6月20日 合併為尾鷲市  | 1954年6月20日 合併為尾鷲市  | 1954年6月20日 合併為尾鷲市  |
| 南輪內村     |                           |                              | 1954年6月20日 合併為尾鷲市   | 1954年6月20日 合併為尾鷲市       | 1954年6月20日 合併為尾鷲市  | 1954年6月20日 合併為尾鷲市  | 1954年6月20日 合併為尾鷲市  |
| 木本町       | 1897年5月31日 泊村        | 1897年5月31日 泊村           | 1954年11月3日 合併為熊野市   | 1954年11月3日 合併為熊野市       | 1954年11月3日 合併為熊野市  | 2005年11月1日 合併為熊野市  | 2005年11月1日 合併為熊野市  |
| 木本町       | 木本町                    |                              | 1954年11月3日 合併為熊野市   | 1954年11月3日 合併為熊野市       | 1954年11月3日 合併為熊野市  | 2005年11月1日 合併為熊野市  | 2005年11月1日 合併為熊野市  |
| 荒坂村       |                           |                              | 1954年11月3日 合併為熊野市   | 1954年11月3日 合併為熊野市       | 1954年11月3日 合併為熊野市  | 2005年11月1日 合併為熊野市  | 2005年11月1日 合併為熊野市  |
| 新鹿村       |                           |                              | 1954年11月3日 合併為熊野市   | 1954年11月3日 合併為熊野市       | 1954年11月3日 合併為熊野市  | 2005年11月1日 合併為熊野市  | 2005年11月1日 合併為熊野市  |
| 有井村       |                           |                              | 1954年11月3日 合併為熊野市   | 1954年11月3日 合併為熊野市       | 1954年11月3日 合併為熊野市  | 2005年11月1日 合併為熊野市  | 2005年11月1日 合併為熊野市  |
| 神川村       |                           |                              | 1954年11月3日 合併為熊野市   | 1954年11月3日 合併為熊野市       | 1954年11月3日 合併為熊野市  | 2005年11月1日 合併為熊野市  | 2005年11月1日 合併為熊野市  |
| 五鄉村       |                           |                              | 1954年11月3日 合併為熊野市   | 1954年11月3日 合併為熊野市       | 1954年11月3日 合併為熊野市  | 2005年11月1日 合併為熊野市  | 2005年11月1日 合併為熊野市  |
| 飛鳥村       |                           |                              | 1954年11月3日 合併為熊野市   | 1954年11月3日 合併為熊野市       | 1954年11月3日 合併為熊野市  | 2005年11月1日 合併為熊野市  | 2005年11月1日 合併為熊野市  |
| 上川村       | 上川村                    | 上川村                       | 上川村                       | 1955年3月1日 合併為紀和町        | 1955年3月1日 合併為紀和町   | 2005年11月1日 合併為熊野市  | 2005年11月1日 合併為熊野市  |
| 入鹿村       |                           |                              |                              | 1955年3月1日 合併為紀和町        | 1955年3月1日 合併為紀和町   | 2005年11月1日 合併為熊野市  | 2005年11月1日 合併為熊野市  |
| 西山村       |                           |                              |                              | 1955年3月1日 合併為紀和町        | 1955年3月1日 合併為紀和町   | 2005年11月1日 合併為熊野市  | 2005年11月1日 合併為熊野市  |
| 神志山村     | 神志山村                  | 神志山村                     | 神志山村                     | 1957年10月20日 併入熊野市        | 1957年10月20日 併入熊野市   | 2005年11月1日 合併為熊野市  | 2005年11月1日 合併為熊野市  |
| 神志山村     | 神志山村                  | 神志山村                     | 神志山村                     | 神志山村                         | 1958年9月1日 合併為御濱町   | 1958年9月1日 合併為御濱町   | 1958年9月1日 合併為御濱町   |
| 市木村       | 市木村                    | 市木村                       | 市木村                       | 1956年9月30日 合併為市木尾呂志村 | 1958年9月1日 合併為御濱町   | 1958年9月1日 合併為御濱町   | 1958年9月1日 合併為御濱町   |
| 尾呂志村     |                           |                              |                              | 1956年9月30日 合併為市木尾呂志村 | 1958年9月1日 合併為御濱町   | 1958年9月1日 合併為御濱町   | 1958年9月1日 合併為御濱町   |
| 阿田和村     | 阿田和村                  | 1933年10月1日 改制為阿田和町 | 1933年10月1日 改制為阿田和町 | 1933年10月1日 改制為阿田和町     | 1958年9月1日 合併為御濱町   | 1958年9月1日 合併為御濱町   | 1958年9月1日 合併為御濱町   |
| 御船村       | 御船村                    | 御船村                       | 1954年10月31日 合併為紀寶町  | 1954年10月31日 合併為紀寶町      | 1954年10月31日 合併為紀寶町 | 2006年1月10日 合併為紀寶町  | 2006年1月10日 合併為紀寶町  |
| 相野谷村     |                           |                              | 1954年10月31日 合併為紀寶町  | 1954年10月31日 合併為紀寶町      | 1954年10月31日 合併為紀寶町 | 2006年1月10日 合併為紀寶町  | 2006年1月10日 合併為紀寶町  |
| 宇和野村     | 1894年2月13日 井田村      | 1894年2月13日 井田村         | 1954年10月31日 合併為紀寶町  | 1954年10月31日 合併為紀寶町      | 1954年10月31日 合併為紀寶町 | 2006年1月10日 合併為紀寶町  | 2006年1月10日 合併為紀寶町  |
| 宇和野村     | 1894年2月13日 鵜殿村      |                              |                              |                                  |                             | 2006年1月10日 合併為紀寶町  | 2006年1月10日 合併為紀寶町  |